# باربارا گریک
باربارا گریک (انگلیسی: Barbara Garrick؛ زادهٔ ۳ دسامبر ۱۹۶۵) هنرپیشه آمریکایی است. وی در تئاتر، سینما و تلویزیون فعالیت داشته‌است. گریک در فیلم بی‌خواب در سیاتل (۱۹۹۳) در کنار تام هنکس حضور داشت. او همچنین در فیلم هشت مرد بیرونی بازی کرده‌است.